# Brigade Interrégionale d'Enquête Concurrence
 (janvier 2012).
Si vous disposez d'ouvrages ou d'articles de référence ou si vous connaissez des sites web de qualité traitant du thème abordé ici, merci de compléter l'article en donnant les références utiles à sa vérifiabilité et en les liant à la section « Notes et références ».
La BIEC est un acronyme désignant la Brigade Interrégionale d'Enquêtes Concurrence. Cette Brigade est chargée des enquêtes relatives aux pratiques à caractère anticoncurrentiel. Elle est rattachée à la DGCCRF, Direction générale de la Concurrence, Consommation et Répression des Fraudes, administration française relevant du ministère de l'Économie, des Finances et de l'Industrie dont les principales missions consistent à assurer le fonctionnement loyal des marchés et la protection du consommateur. Elle est hébergée par la DIRECCTE (Direction régionale des entreprises, de la concurrence, de la consommation, du travail et de l'emploi).